# Anisozyga subliturata
Anisozyga subliturata är en fjärilsart som beskrevs av W. Warren 1899. Anisozyga subliturata ingår i släktet Anisozyga och familjen mätare. Inga underarter finns listade i Catalogue of Life.